# Mirrors (bài hát của Justin Timberlake)
"Mirrors" là một bài hát của ca sĩ người Mỹ Justin Timberlake nằm trong album phòng thu thứ ba của anh, The 20/20 Experience (2013). Được lên ý tưởng từ năm 2009, đây là một bản tình ca dài 8 phút mang âm hưởng pop và R&B ballad lấy cảm hứng từ mối tình của ông bà ngoại nam ca sĩ. Timberlake đã sáng tác và sản xuất bài hát với Timothy "Timbaland" Mosley và Jerome "J-Roc" Harmon, với sự tham gia hỗ trợ viết lời từ James Fauntleroy.
"Mirrors" được phát hành như là đĩa đơn thứ hai từ The 20/20 Experience vào ngày 11 tháng 2 năm 2013, và nhận được những phản ứng tích cực từ giới phê bình sau khi phát hành. Nó đã đứng đầu nhiều bảng xếp hạng bao gồm Vương quốc Anh, cũng như vị trí thứ hai trên Billboard Hot 100 của Mỹ. Bài hát nhận được một đề cử giải Grammy cho Trình diễn đơn ca pop xuất sắc nhất tại lễ trao giải thường niên lần thứ 56.
Video ca nhạc của "Mirros" được phát hành tháng 3 năm 2013, do Floria Sigismondi làm đạo diễn, đã nhận được nhiều phản ứng tốt từ các nhà phê bình âm nhạc bởi nội dung sâu sắc và dàn dựng tốt. Timberlake dành tặng video này cho ông bà ngoại của anh là William và Sadie Bomar, người đã kết hôn được 63 năm cho đến khi ông William qua đời vào năm 2012. Nó đã giành được 2 giải Video âm nhạc của MTV năm 2013 cho Biên tập xuất sắc nhất và giải thưởng quan trọng nhất Video của năm, bên cạnh 2 đề cử khác. Timberlake cũng đã trình diễn bài hát tại nhiều chương trình truyền hình và lễ trao giải thưởng như: chương trình The Ellen DeGeneres Show và Saturday Night Live; lễ trao giải Brit Awards 2015 và giải Video âm nhạc của MTV năm 2013, nơi anh được tri ân với giải thưởng thành tựu Michael Jackson. "Mirrors" cũng được nhiều nghệ sĩ khác thể hiện lại dưới nhiều hình thức khác nhau.

## Danh sách bài hát
| - Đĩa CD 1. "Mirrors" — 8:05 2. "Suit & Tie" hợp tác với Jay Z — 4:29 | - Tải kĩ thuật số 1. "Mirrors" — 8:05 - Tải kĩ thuật số (Bản trên radio) 1. "Mirrors" (bản trên radio) — 4:37 |

## Xếp hạng
| Bảng xếp hạng (2013–14)                         | Vị trí cao nhất |
| ----------------------------------------------- | --------------- |
| Úc (ARIA)                                       | 10              |
| Australia Urban (ARIA)                          | 1               |
| Áo (Ö3 Austria Top 40)                          | 7               |
| Bỉ (Ultratop 50 Flanders)                       | 17              |
| Bỉ (Ultratop 50 Wallonia)                       | 35              |
| Bulgaria (IFPI)                                 | 1               |
| Brazil (Billboard Brasil Hot 100)               | 1               |
| Brazil Hot Pop Songs                            | 1               |
| Canada (Canadian Hot 100)                       | 4               |
| Cộng hòa Séc (Rádio Top 100)                    | 14              |
| Cộng hòa Séc (Singles Digitál Top 100)          | 90              |
| Croatia (Airplay Radio Chart)                   | 1               |
| Đan Mạch (Tracklisten)                          | 4               |
| Europe (Euro Digital Songs)                     | 1               |
| Phần Lan (Suomen virallinen lista)              | 12              |
| Pháp (SNEP)                                     | 15              |
| Trường songid là BẮT BUỘC CHO BẢNG XẾP HẠNG ĐỨC | 2               |
| Hungary (Rádiós Top 40)                         | 2               |
| Hungary (Single Top 40)                         | 6               |
| Ireland (IRMA)                                  | 5               |
| Israel (Media Forest)                           | 1               |
| Ý (FIMI)                                        | 14              |
| Nhật Bản (Japan Hot 100)                        | 88              |
| Lebanon (The Official Lebanese Top 20)          | 1               |
| Luxembourg (Billboard)                          | 6               |
| Mexico Ingles Airplay (Billboard)               | 6               |
| Hà Lan (Dutch Top 40)                           | 7               |
| New Zealand (Recorded Music NZ)                 | 7               |
| Na Uy (VG-lista)                                | 7               |
| Ba Lan (Polish Airplay Top 100)                 | 1               |
| Portugal (Billboard)                            | 10              |
| Scotland (OCC)                                  | 1               |
| Slovakia (Rádio Top 100)                        | 3               |
| South Africa (EMA)                              | 2               |
| South Korea Gaon International Chart            | 3               |
| Tây Ban Nha (PROMUSICAE)                        | 19              |
| Thụy Điển (Sverigetopplistan)                   | 16              |
| Thụy Sĩ (Schweizer Hitparade)                   | 5               |
| Ukraine (FDR Pop Singles)                       | 12              |
| Anh Quốc (OCC)                                  | 1               |
| Anh Quốc R&B (OCC)                              | 1               |
| Hoa Kỳ Billboard Hot 100                        | 2               |
| Hoa Kỳ Adult Contemporary (Billboard)           | 3               |
| Hoa Kỳ Adult Pop Airplay (Billboard)            | 1               |
| Hoa Kỳ Dance/Mix Show Airplay (Billboard)       | 12              |
| Hoa Kỳ Latin Airplay (Billboard)                | 45              |
| Hoa Kỳ Latin Pop Songs (Billboard)              | 30              |
| Hoa Kỳ Pop Airplay (Billboard)                  | 1               |
| Hoa Kỳ R&B/Hip-Hop Airplay (Billboard)          | 30              |
| Hoa Kỳ Rhythmic (Billboard)                     | 1               |

| Bảng xếp hạng (2013)                   | Vị trí |
| -------------------------------------- | ------ |
| Australia (ARIA)                       | 47     |
| Australia Urban (ARIA)                 | 12     |
| Austria (Ö3 Austria Top 40)            | 42     |
| Belgium (Ultratop 50 Flanders)         | 66     |
| Belgium (Ultratop Flanders Urban)      | 17     |
| Belgium (Ultratop 50 Wallonia)         | 78     |
| Canada (Canadian Hot 100)              | 16     |
| Croatia (Airplay Radio Chart)          | 7      |
| Denmark (Tracklisten)                  | 15     |
| Germany (Media Control AG)             | 16     |
| Italy (FIMI)                           | 50     |
| Ireland (IRMA)                         | 15     |
| Israel (Media Forest)                  | 7      |
| Hungary (Rádiós Top 40)                | 19     |
| Lebanon (The Official Lebanese Top 20) | 6      |
| Moldova (Media Forest)                 | 12     |
| Netherlands (Dutch Top 40)             | 32     |
| Netherlands (Mega Single Top 100)      | 41     |
| New Zealand (Recorded Music NZ)        | 20     |
| South Korea (Gaon International Chart) | 61     |
| Sweden (Sverigetopplistan)             | 45     |
| Switzerland (Schweizer Hitparade)      | 26     |
| UK Singles (Official Charts Company)   | 10     |
| US Adult Contemporary (Billboard)      | 10     |
| US Billboard Hot 100                   | 6      |
| US Mainstream Top 40 (Billboard)       | 6      |

## Chứng nhận
| Quốc gia                                                                           | Chứng nhận  | Số đơn vị/doanh số chứng nhận |
| ---------------------------------------------------------------------------------- | ----------- | ----------------------------- |
| Úc (ARIA)                                                                          | 2× Bạch kim | 140.000^                      |
| Áo (IFPI Áo)                                                                       | Vàng        | 15.000*                       |
| Canada (Music Canada)                                                              | 3× Bạch kim | 240.000*                      |
| Đan Mạch (IFPI Đan Mạch)                                                           | 3× Bạch kim | 90.000^                       |
| Đức (BVMI)                                                                         | Bạch kim    | 500.000^                      |
| Ý (FIMI)                                                                           | Bạch kim    | 30.000*                       |
| México (AMPROFON)                                                                  | Bạch kim    | 60,000*                       |
| New Zealand (RMNZ)                                                                 | Bạch kim    | 15.000*                       |
| Thụy Điển (GLF)                                                                    | Bạch kim    | 40,000‡                       |
| Thụy Sĩ (IFPI)                                                                     | Bạch kim    | 30.000^                       |
| Anh Quốc (BPI)                                                                     | Bạch kim    | 710,000^                      |
| Hoa Kỳ (RIAA)                                                                      | 3× Bạch kim | 3,000,000                     |
| * Chứng nhận dựa theo doanh số tiêu thụ. ^ Chứng nhận dựa theo doanh số nhập hàng. |             |                               |

## Thành tựu
| Năm  | Giải thưởng                            | Hạng mục                                | Kết quả   |
| ---- | -------------------------------------- | --------------------------------------- | --------- |
| 2013 | Teen Choice Awards                     | Lựa chọn: Tình ca                       | Đề cử     |
| 2013 | Giải Video âm nhạc của MTV             | Video của năm                           | Đoạt giải |
| 2013 | Giải Video âm nhạc của MTV             | Video xuất sắc nhất của nam ca sĩ       | Đề cử     |
| 2013 | Giải Video âm nhạc của MTV             | Video Pop xuất sắc nhất                 | Đề cử     |
| 2013 | Giải Video âm nhạc của MTV             | Video biên tập xuất sắc nhất            | Đoạt giải |
| 2013 | Giải Âm nhạc châu Âu của MTV           | Video xuất sắc nhất                     | Đề cử     |
| 2014 | Giải Grammy                            | Trình diễn giọng Pop solo xuất sắc nhất | Đề cử     |
| 2014 | Giải thưởng Âm nhạc ASCAP hạng mục Pop | Bài hát xuất sắc nhất                   | Đoạt giải |